# Santiago Taboada
Santiago Taboada Cortina (Ciudad de México; 14 de octubre de 1985) es un político y abogado mexicano, miembro del Partido Acción Nacional. Fue alcalde de Benito Juárez de 2018 a 2023.

## Biografía

### Estudios y Formación
Santiago Taboada es licenciado en Derecho egresado de la Universidad Nacional Autónoma de México, tiene además una maestría en Gobernanza y Comunicación Política por la Universidad George Washington, además de estudios complementarios en la Universidad Pontificia de Salamanca, España.

## Trayectoria política
Ejerció de forma particular su profesión de 2004 a 2005, de 2006 a 2009 fue asesor parlamentario de la comisión de Juventud y Deporte de la IV Legislatura de la Asamblea Legislativa del Distrito Federal y de 2008 a 2010 fue secretario de Acción Juvenil en el Distrito Federal. De 2011 a 2012 fue coordinador de modernización administrativa de la delegación Benito Juárez y de 2012 a 2015 fue diputado a la VI Legislatura de la Asamblea Legislativa del Distrito Federal, donde fungió como vicecoordinador parlamentario del PAN.

### Diputado federal (2015-2018)
En 2015 fue elegido diputado federal por el principio de representación proporcional a la LXIII Legislatura, para el periodo 2015-2018. En dicha legislatura presidió la Comisión de Cultura y Cinematografía, además de integrar las Comisiones de Puntos Constitucionales, la de Seguridad Pública, de Movilidad y los Grupos de Amistad con Catar, Singapur y Uruguay. De 2016 a 2017 y por designación de la Cámara de Diputados fue diputado constituyente a la Asamblea Constituyente de la Ciudad de México. Solicitó licencia al cargo de diputado federal el 19 de abril de 2018.

### Alcalde de Benito Juárez (2018-2023)
Taboada fue elegido candidato del Partido Acción Nacional por la Alianza "Por México al Frente" a la alcaldía de Benito Juárez, Ciudad de México. Taboada fue electo alcalde al obtener el 48.8% en la elección de julio. Se destacó que durante su primer año de gobierno mejoró la seguridad en la demarcación, esto gracias a la incorporación de nuevas patrullas para rondines en las colonias y el programa "Blindar BJ", así como la captura de bandas delictivas que entraban a robar casas de la alcaldía. Además su primera administración puso especial énfasis en el desarrollo urbano de la alcaldía, ya que fue la primera que comenzó con las clausuras y suspensiones a obras irregulares. La alcaldía trabajó en temas de cultura y desarrollo de la infancia en Benito Juárez, esto gracias a la remodelación de casas de la cultura y el impulso a las estancias infantiles. En 2021, Taboada anunció su candidatura para la reelección por el Partido Acción Nacional, siendo reelecto como alcalde al recibir el 68.05% de los votos; de acuerdo con el Instituto Electoral de la Ciudad de México (IECM).

### Candidato a Jefe de Gobierno de la Ciudad de México
El 1 de diciembre de 2023, se separó de su cargo de forma definitiva para competir por la candidatura a Jefe de Gobierno de la Ciudad de México; posteriormente, el 24 de enero de 2024 fue seleccionado como el único precandidato de la coalición Va por la CDMX. En las elecciones locales de 2024, Taboada quedó en segundo lugar al recibir el 38.84% de los votos emitidos.